# سينارة أليفة الجبال
سينارة أليفة الجبال (الاسم العلمي: Cinara montanicola) هي نوع من الحشرات تتبع جنس السينارة من فصيلة المنية.